# Lozingskanaal
Het Lozingskanaal is een kaarsrechte waterweg in Amsterdam, die in het oostelijk verlengde ligt van de Singelgracht en loopt tot bij het Gemaal Zeeburg.
Het kanaal begint aan het eind van de Singelgracht en de Mauritskade bij de Oosterbeerbrug. Er is hier een waterverbinding onder brug 78 door met de Nieuwe Vaart.
Het Lozingskanaal loopt over zijn gehele lengte evenwijdig met de (langere) Nieuwe Vaart. Tussen deze beide kanalen is een smalle strook land, waarover langs het Lozingskanaal het Zeeburgerpad loopt, met in het kanaal woonarken. Aan de zuidelijke rechterzijde loopt de Zeeburgerdijk evenwijdig met het Lozingskanaal, merendeels met bebouwing tussen de straat en het water.
Het Lozingskanaal eindigt, na/bij een open verbinding met de Nieuwe Vaart, bij het Gemaal Zeeburg, dat water uit het kanaal pompt naar een 'voorboezem', van waaruit het via een syphonsluis (onderleider) onder het Amsterdam-Rijnkanaal door wordt weggevoerd naar het Buiten-IJ.
Behalve de genoemde verbindingen aan het begin en het eind zijn er geen andere waterverbindingen.

## Bruggen
Bij het begin van het kanaal liggen de Oosterbeerbrug en Brug 78.
Over het Lozingskanaal voeren verscheidene bruggen:
- spoorbruggen van de spoorlijn Amsterdam-Utrecht,
- een voetbrug (Amsterdamse brug 328),
- brug 1965 (Panamalaan/Panamabrug),
- brug 261 (Veelaan/Veebrug),
- Ad Grimmonbrug (nr 1916).